# Горњи гркљански живац
Горњи гркљански живац (лат. nervus laryngeus superior) је бочна грана вагуса, која се након одвајања од његовог стабла простире косо унапред и наниже иза стабала унутрашње и спољашње каротидне артерије. У висини великог рога подјезичне кости, живац се дели на спољашњу и унутрашњу грану.
Спољашња грана (лат. ramus externus) се спушта низ ждрело преко бочне стране мишића доњег констриктора ждрела и долази до крикотироидног мишића, кога оживчава. Осим тога, ова грана инервише слузокожу доњег спрата гркљана.
Унутрашње грана (лат. ramus internus), која има већи калибар, се простире косо наниже и унутра, пробија тирохиоидну опну и спушта се низ гркљан. Она је искључиво сензитивна и инервише слузокожу једног дела корена језика, горњег и средњег спрата гркљана и доњег дела ждрела.